# Pascal Coste
Xavier Pascal Coste (Marsiglia, 26 novembre 1787 – Marsiglia, 8 febbraio 1879) è stato un architetto francese.

## Biografia
Pascal Coste era figlio di uno dei principali falegnami a Marsiglia. Vedendo le sue doti intellettuali e artistiche, il padre gli fece iniziare gli studi nello studio di Penchaud, architetto del dipartimento. Nel 1814 fu accolto all'École des Beaux-Arts a Parigi. Il suo anno a Parigi fu fondamentale nella sua vita: incontrò il geografo Edme François Jomard, che lo mise in contatto col viceré di Egitto, Mehmet Ali, che prese Coste come architetto nel 1817.
Nel 1825 Coste tornò in Francia con una serie impressionante di disegni di architettura riguardanti Il Cairo, ma ben presto si recò in Egitto, ancora una volta su richiesta di Mehmet Ali, che lo nominò ingegnere capo per il Basso Egitto. Coste vi rimase per quattro anni, durante i quali accumulò numerosi schizzi, ma trovò il clima egiziano difficile e nel 1829 tornò in Francia, dove divenne professore di architettura presso l'Ecole des Beaux-Arts di Parigi grazie ai legami che aveva tenuto con Penchaud. Egli rimase professore in questo istituto fino al 1861, quando fu uno dei membri fondatori del centro intellettuale noto come Athénée.

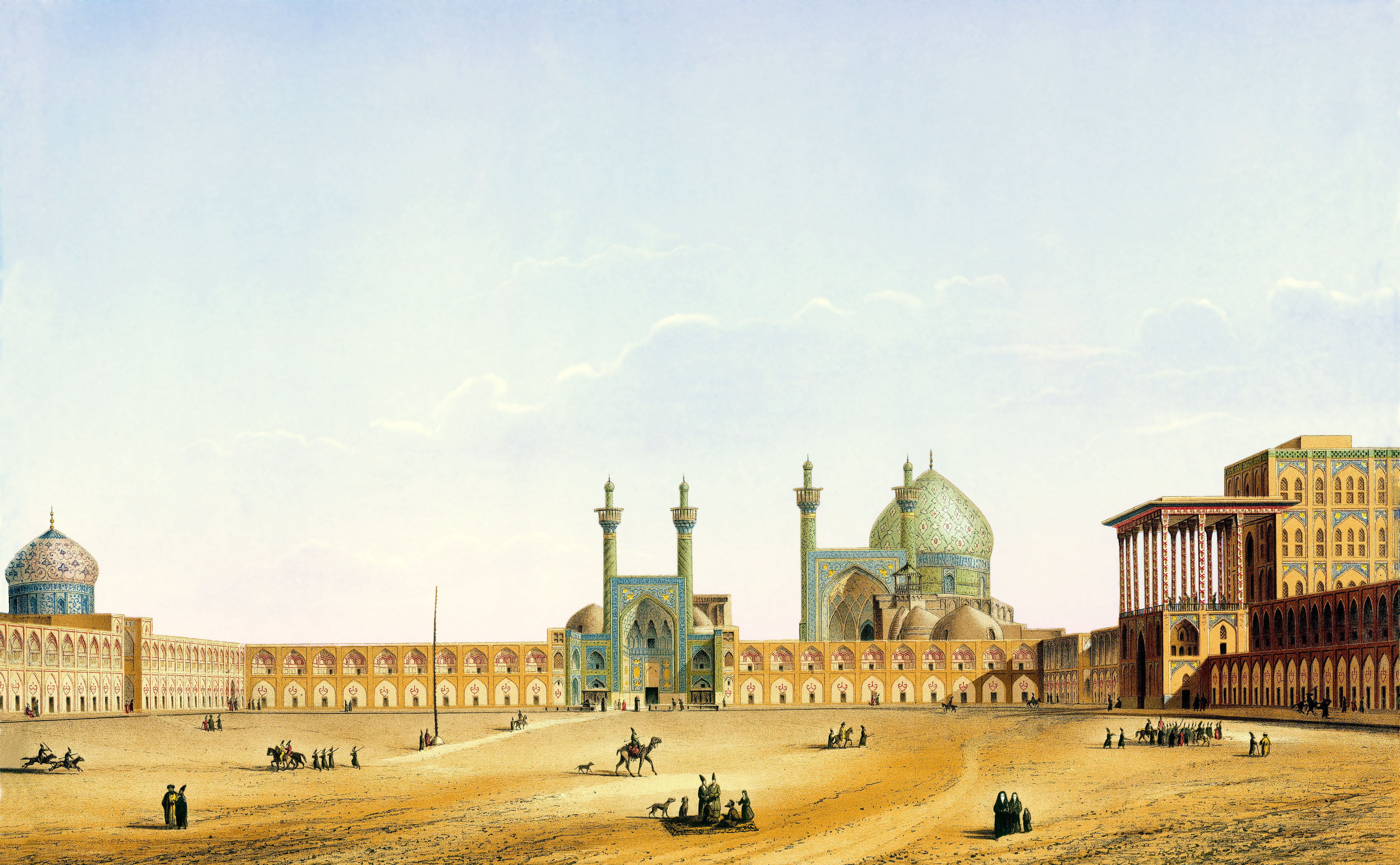
Rappresentazione di Pascal Coste nella piazza di Naqsh-e Jahan, Isfahan

Parallelamente a queste attività viaggiò ovunque in Francia, Germania, Belgio e Tunisia e produsse diverse opere autorevoli di architettura - il suo Architettura araba (1827) gli valse un posto nell'ambasciata del re di Francia presso lo scià di Persia. In Iran Coste e il pittore Eugène Flandin furono autorizzati a visitare le rovine di Ecbatana, Bisotun, Taq-e Bostan, Sarpol-e Zahab, Pasargade e Persepoli, dove realizzarono molti schizzi. Al suo ritorno a Baghdad vide le rovine di Seleucia, Ctesifonte e Babilonia; si recò poi a Ninive, dove si trovava l'archeologo Paul Émile Botta per iniziare gli scavi.
Il suo viaggio nel Medio Oriente destò l'interesse di Luigi Filippo I e Coste guadagnò il posto di capo architetto di Marsiglia nel 1844. Nel 1846, il presidente della Camera di Commercio, il signor Luce, commissionò un progetto per la costruzione di un edificio per la Borsa sulla Canebière. Coste fu responsabile di altri due progetti architettonici a Marsiglia: la costruzione della Facoltà di legge di Meilhan e un museo con torre d'acqua a Longchamp; intraprese anche la costruzione del mattatoio Arenc, completata solo nel 1851.
Viaggiatore instancabile, Coste visitò di nuovo, a più di ottanta anni, la Spagna, l'Irlanda, la Germania, l'Austria, l'Ungheria, la Russia e l'Italia; egli lasciò trenta album di disegni riguardanti questi viaggi, ora conservati nella Biblioteca di Marsiglia. Molti dei suoi saggi sono ancora in manoscritto.
Pascal Coste morì all'età di novantadue anni, l'8 febbraio 1879. In fin di vita fu elevato al rango di Ufficiale della Legion d'Onore.

È sepolto nel cimitero di Saint-Pierre a Marsiglia.

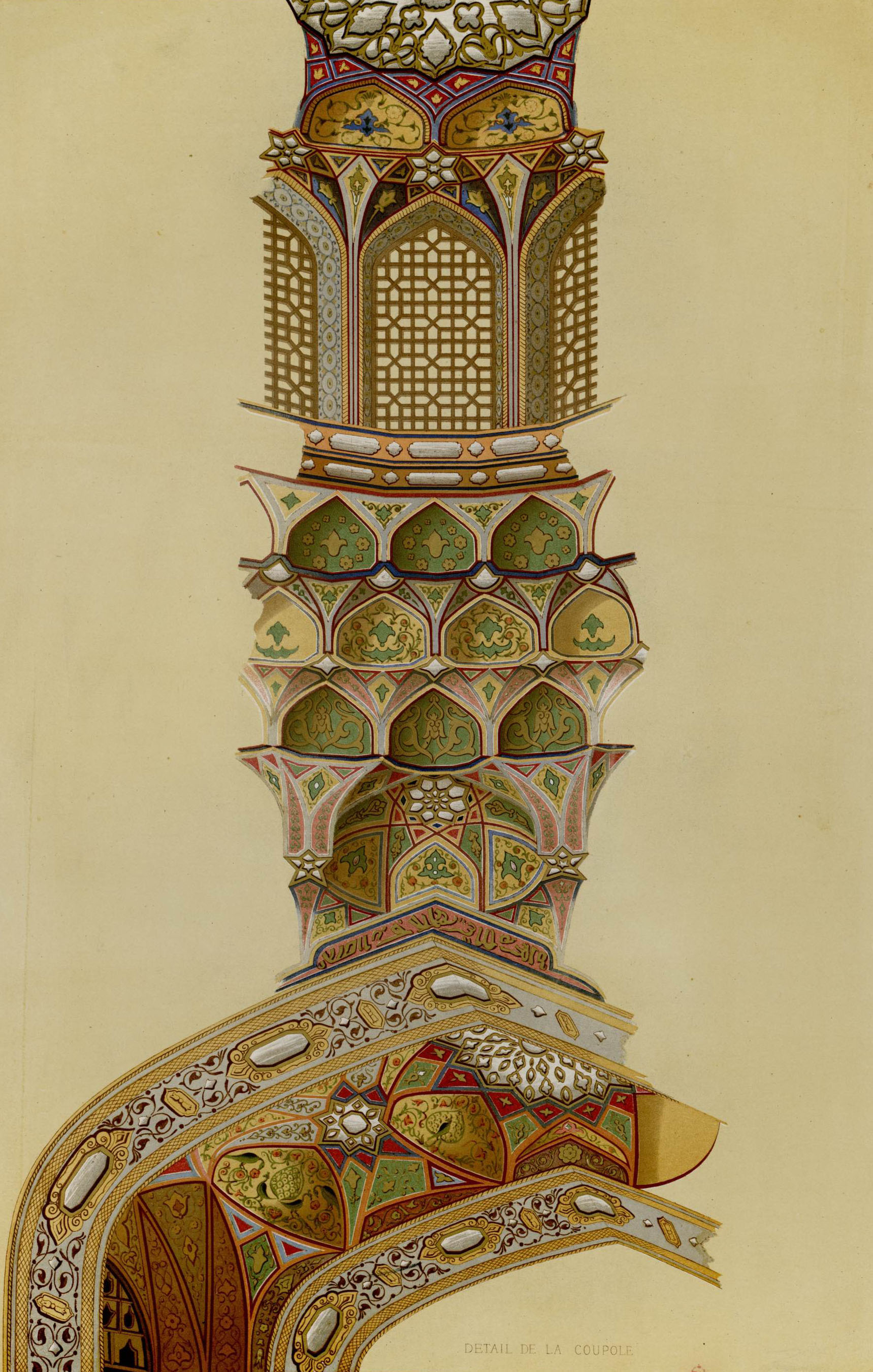
Disegno di Pascal Coste della cupola del هشت‌بهشت ("gli otto paradisi"), un palazzo risalente alla dinastia dei Safavidi a Esfahan in Iran.

## Elenco degli edifici
- Église Saint-Lazare, (Marsiglia), 1833
- Église Saint-Joseph, (Marsiglia), 1833
- Église de Saint-Barnabé, (Marsiglia), 1846
- Église de Mazargues, (Marsiglia), 1851
- Palais de la Bourse (Marsiglia)
- Pavillons du cours Saint-Louis (Marseille)

### Opere pubblicate
- Carte de la Basse-Égypte, dédiée à Mohammed Aly, par P. C., dressée d'après les itinéraires et les relevés, 1818-1827, s.l.n.d., v. 1830, in-4°.
- Notice sur un dolmen qui existe à Draguignan, avec Audiffret, éd. Barlatier-Feissat et Demonchy, s. d., br., in-8°.
- Architecture arabe ou monuments du Kaire, mesurés et dessinés de 1818 à 1826, éd. Firmin et Didot, 1837, gd. in-f°, 70 pl.
- Voyage en Perse, avec Flandin, éd. Gide et Baudry, 1851, 2 vol. in-8°, et 6 in-f° dont 5 de pl. et 1 de notices.
- Monuments modernes de la Perse mesurés, dessinés et décrits, éd. Morel, 1867, gd. in-f°, 71 pl. n. et col.
- La Cathédrale de Saint-Pétersbourg. La future cathédrale de Marseille, éd. Olive, 1874, br., in-8°.
- Palais de la Bourse de Marseille, s.d.
- Mémoire d'un artiste, s.d.
- Notes et souvenirs de voyage (1817-1877), éd. Cayer, 1878, 2 vol. in-8°, portr.

### Manoscritti
- Itinéraire de l'Ambassade française en Perse, sous M. le comte de Sercey, et des excursions scientifiques des deux artistes attachés à cette mission, (2 vol. text. avec dess. et 9 atl. de pl.)
- Monuments d'Europe... dessins... réunis... de 1832 à 1872..., 11 vol. avec 1187 pièces, relatives à la Grande-Bretagne, les États scandinaves, les empires russe, allemand, austro-hongrois, la Suisse.
- Belgique, la Hollande, l'Espagne et l'Italie.
- Monuments de France... 1828-1876..., 1 vol. avec 1491 pièces.
- Monuments de l'Afrique septentrionale (rel. à l'Égypte, les États barbaresques et l'Espagne), 8 vol. avec 1253 pièces.